# 北海道道278号奈井江浦臼线
北海道道278号奈井江浦臼線（日语：北海道道278号奈井江浦臼線）是一条连接北海道空知郡奈井江町和桦户郡浦臼町的普通道级道路（北海道道）。

## 道路概况
- 起点：北海道空知郡奈井江町字奈江原野（＝北海道道139号江别奈井江线交点）
- 終点：北海道桦户郡浦臼町字黄臼内（＝国道275号交点）
- 总長：3.8千米

## 经过的自治体
- 空知综合振兴局
  - 空知郡奈井江町
  - 桦户郡浦臼町

## 主要连接道路
- 奈井江町
  - 北海道道139号江別奈井江線＝奈江原野（起点）
- 浦臼町
  - 国道275号＝黄臼内（终点）

## 主要橋梁
- 奈井江大橋（石狩川）＝奈井江町字奈井江-浦臼町字黄臼内

## 历史
- 1957年7月25日 路線勘定。（223号）（昭和32年北海道告示第1487号）
- 1994年10月1日 路線编号变更为278号。（平成6年北海道告示第1468号）

该路线的前身为1920年4月1日所勘定的準地方費道40号岩見泽浦臼線的一部分路段。